# نيمانيا ميلوسافليفيتش
نيمانيا ميلوسافليفيتش (بالصربية: Немања Милосављевић)‏ هو لاعب كرة قدم صربي في مركز الدفاع، ولد في 4 سبتمبر 1992 في كراغوييفاتس في صربيا. لعب مع FK Dinamo Vranje ‏.

## وصلات خارجية
- نيمانيا ميلوسافليفيتش على موقع قاعدة بيانات كرة القدم.إي يو (الإنجليزية)
- نيمانيا ميلوسافليفيتش على موقع Soccerway.com (الإنجليزية)